# Memoriał Jana Ciszewskiego 1986
Memoriał im. Jana Ciszewskiego 1986 – 4. edycja turnieju żużlowego poświęconego pamięci znanego polskiego komentatora sportowego Jana Ciszewskiego, który odbył się 21 lipca 1986 roku. Turniej wygrał Roman Jankowski.

## Wyniki
- Stadion Miejski (Rybnik), 21 lipca 1986

| Msc. | Zawodnik             | Klub           | Pkt  |  |  |
| ---- | -------------------- | -------------- | ---- |  |  |
| 1    | Roman Jankowski      | Leszno         | 15   |  |  |
| 2    | Zenon Kasprzak       | Leszno         | 13+3 |  |  |
| 3    | Henny Kroeze         | Holandia       | 13+2 |  |  |
| 4    | Wojciech Załuski     | Opole          | 11+3 |  |  |
| 5    | Piotr Pyszny         | Rybnik         | 11+2 |  |  |
| 6    | Andreas Kovacs       | Węgry          | 8+3  |  |  |
| 7    | Jerzy Kochman        | Świętochłowice | 8+2  |  |  |
| 8    | Bogusław Nowak       | Gorzów Wlkp.   | 7    |  |  |
| 9    | Josef Balogh         | Węgry          | 7    |  |  |
| 10   | Zdeněk Schneiderwind | Czechosłowacja | 7    |  |  |
| 11   | Krzysztof Zarzecki   | Świętochłowice | 6    |  |  |
| 12   | Bronisław Klimowicz  | Rybnik         | 5    |  |  |
| 13   | Jan Verner           | Czechosłowacja | 4    |  |  |
| 14   | Ole Hansen           | Dania          | 2    |  |  |
| 15   | Rob Steman           | Holandia       | 2    |  |  |
| 16   | Henryk Bem           | Rybnik         | 1    |  |  |